# Watten, Skottland
Watten är en by i Highland i Skottland. Byn är belägen 12 km 
från Wick. Orten har 714 invånare (2011).